# Виишоара (Штефан Чел Маре)
Виишоара (рум. Viișoara) насеље је у Румунији у округу Бакау у општини Штефан Чел Маре. Oпштина се налази на надморској висини од 225 m.

## Становништво
Према подацима из 2002. године у насељу је живело 687 становника, од којих су сви румунске националности.